# フィヨルドランド

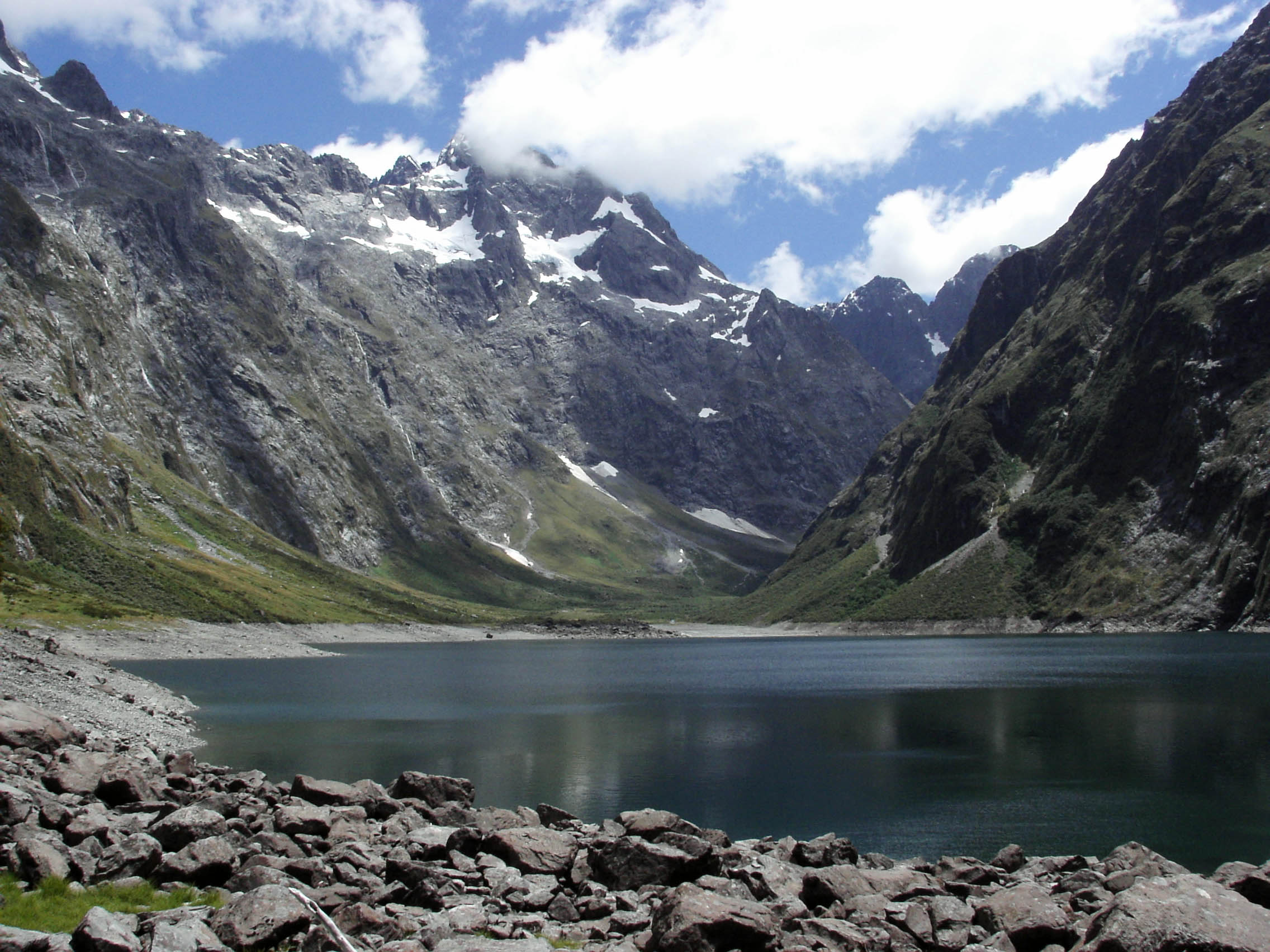
ミルフォードへ向かう路上のホーマー・トンネルの近くにあるフィヨルドランド国立公園内のマリアン湖

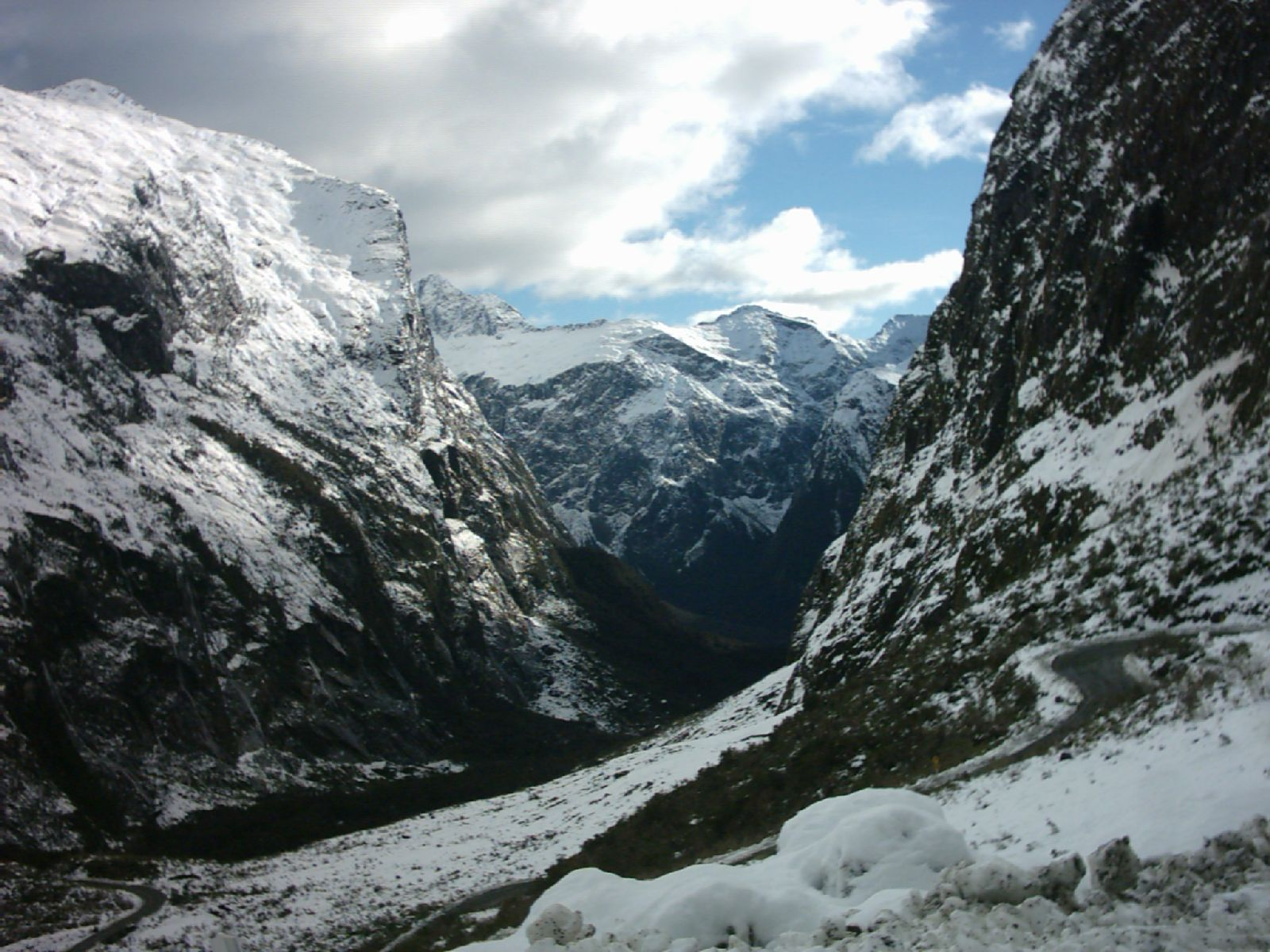
ホーマー・トンネルの西の入口から眺めた冬景色

フィヨルドランド (Fiordland)は、ニュージーランドの南島の南西端サウスランドの西海岸に位置する地理的な区域である。その大部分は、フィヨルドランド国立公園に包摂されており、この公園は12,120平方キロメートルの面積（九州のほぼ三分の一）があって、ニュージーランドで最大の国立公園で世界でも最大級の公園の1つである。フィヨルドランドの大部分には、サザンアルプス山脈と大洋に浸かった険しいその西側の谷がそびえている。地形はおよそ15,000年前に氷河に削られて形作られ、浸食は続いている。フィヨルドランドには、ブラウン滝とサザーランド滝が位置しているが、これらは世界で最も落差の大きい滝の部類に位置づけられる。
"Fiordland"という名前は、ノルウェー語の"fjord"の一般的でない異形から来ている。フィヨルドランドは、数多くのフィヨルド（しばしば誤ってサウンド(sound)と名付けられている）に特徴があり、その中でミルフォード・サウンドが最も有名だが、ダウトフル・サウンドが遥に大きく、たくさんの長い枝湾を持っている。

## 人口動態／経済
フィヨルドランドには、ほとんど居住者がなく、ニュージーランドの南島で最も人口の少ない地域である（国勢調査で設定された区域について言えば、2001年時点で48人と、事実上、人が住んでいないも同然である）。市街地はなく、多くの場所はボートまたは飛行によらずして近づくことが大変に困難な地域である。テ･アナウの街区が、近くにある唯一の大きな居住地であり、永住者は2,000人以下でしかいないが、旅行者用に約3,000床のベッド数を誇っている。最も近い主要都市は、クイーンズタウンとインバーカーギルだが、どちらも国道94号線経由でテ･アナウから150キロメートル以上離れている。
この地域の行政は、ワラス郡に吸収されるまで、20世紀の一定期間、"フィヨルド郡"として行われた。1989年以来、サウスランド地方に属している。
（マナポウリ発電所での）発電と多少の農業を除くと、観光がこの地域の唯一の主要な経済要因である。旅行者はフィヨルドランドで2003年に9,200万ニュージーランドドルを消費し、1,017人がフィヨルドランドの観光産業に常時雇用されており、さらに1,900人が観光産業の関連業務に雇用されていると推定される。
大部分の旅行者は、ミルフォード・サウンドに向かうが、よりアクセスが容易なフィヨルドランド東部のサザンアルプス山脈でのトランピングも人気が高い。それにもかかわらず、この地方の辺鄙さのために観光業にさえ限界があり、主要観光地へ比較的短時間だけ訪れた後すぐに、大部分の旅行者が、クイーンズタウンやインバーカーギルのような他の地域へ戻る傾向がある。